# النواقل في العلاج الجيني

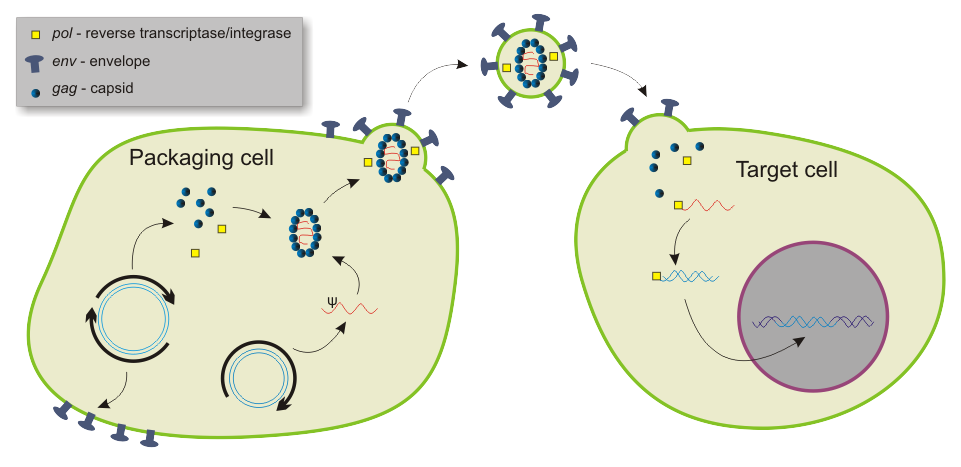
يعمل العلاج الجيني على إيصال الحمض النووي إلى الخلايا، ويتحقق ذلك عبر عدة طرق، ملخصة أدناه. توجد طريقتان رئيسيتان لذلك، تستخدم الأولى فيروسات مؤتلفة (تسمى أحيانًا الجسيمات النانوية البيولوجية أو النواقل الفيروسية) وتستخدم الثانية معقدات حمض نووي أو حمض نووي معزول (طرق غير فيروسية).

## الفيروسات
ترتبط جميع الفيروسات بمضيفيها وتدخل مادتها الجينية في الخلية المضيفة كجزء من دورة تكاثرها. تحتوي هذه المادة الوراثية على «تعليمات» أساسية حول كيفية إنتاج المزيد من نسخ هذه الفيروسات، واختراق آلية الإنتاج الطبيعية في الجسم لتلبية احتياجات الفيروس التكاثرية. ستنفذ الخلية المضيفة هذه التعليمات وتنتج نسخًا إضافية من الفيروس، مما يؤدي إلى إصابة المزيد من الخلايا. تُدخل بعض أنواع الفيروسات الجينوم الخاص بها في هيولى (سيتوبلازما) المضيف. يخترق البعض الآخر غشاء الخلية متنكرًا بجزيئات بروتينية ويدخلون الخلية.
يوجد شكلان رئيسيان من العدوى الفيروسية: دورة حالة ودورة المستذيب. بعد فترة وجيزة من إدخال الحمض النووي الفيروسي، تنتج فيروسات الدورة الحالة المزيد من النسخ الفيروسية بسرعة، وتنفجر من الخلية وتصيب المزيد من الخلايا، أما فيروسات دورة المستذيب تدمج الحمض النووي الخاص بها بالحمض النووي للخلية المضيفة، وقد تعيش في الجسم لسنوات عديدة قبل استجابتها لمحفز معين. يتكاثر الفيروس مع تكاثر الخلية المضيفة ولا يحدث الأذى الجسدي حتى حتى يُحفّز الفيروس. يؤدي المحفّز إلى تحرر الحمض النووي الفيروسي من الحمض النووي للمضيف، من ثم يبدأ باستخدامه لنسخ فيروسات جديدة.

### الفيروسات القهقرية
تكون المادة الوراثية في الفيروسات القهقرية على شكل جزيئات رنا (حمض نووي ريبي)، بينما تكون المادة الجينية لمضيفها على شكل دنا (حمض نووي ريبي منقوص الأكسجين). عندما تصيب الفيروسات القهقرية خلية مضيفة، ستُدخل الحمض النووي الريبي (RNA) الخاص بها مع بعض الإنزيمات، مثل إنزيم النسخ العكسي والإنزيم المدمج إلى الخلية. يجب أن ينتج جزيء الحمض النووي الريبي الفيروسي نسخة حمض نووي ريبي منقوص الأكسجين بدءًا من جزيء الرنا الخاص به قبل أن يندمج في المادة الوراثية للخلية المضيفة. تسمى عملية إنتاج نسخة الحمض النووي الريبي منقوص الأكسجين بدءًا من جزيء رنا بالنسخ العكسي. تحدث هذه العملية بواسطة أحد الإنزيمات الموجودة في الفيروس، والذي يسمى إنزيم النسخ العكسي. بعد نسخ الحمض النووي الفيروسي في الخلية المضيفة، يندمج في جينوم الخلية المضيفة. أي أنه يجب إدخاله في جزيئات الحمض النووي الكبيرة في الخلية (الكروموسومات). تحدث هذه العملية بواسطة إنزيم آخر موجود في الفيروس يسمى الإنزيم المدمج.
بعد ذلك، يندخل الحمض النووي الفيروسي، ويتعدل الحمض النووي للخلية ليحتوي على جينات جديدة. وفي حال انقسام هذه الخلية لاحقًا، ستمتلك كل الخلايا الناتجة هذه الجينات الجديدة. أحيانًا لا تعبر جينات الفيروسات القهقرية عن معلوماتها على الفور.
تتمثل إحدى مشكلات العلاج الجيني التي تستخدم الفيروسات القهقرية في أن الإنزيم المدمج قد يسبب اندخال المادة الوراثية للفيروس في أي موضع تعسفي عشوائيًا. في حال اندخال الحمض النووي الفيروسي في أحد الجينات الأصلية للخلية المضيفة، سيتعطل هذا الجين (الطفرات الإدراجية). في حال كان الجين هو أحد الجينات المسؤولة عن تنظيم الانقسام الخلوي، قد يحدث انقسام خلوي غير منضبط (أي السرطان). بدأت معالجة هذه المشكلة مؤخرًا عن طريق استخدام نيوكلييز إصبع الزنك أو عن طريق تضمين تسلسلات معينة مثل منطقة التحكم في موضع بيتا غلوبين لتوجيه موقع الاندماج إلى مواقع كروموسومية محددة.
تمثل تجارب العلاج الجيني باستخدام ناقلات الفيروسات القهقرية لعلاج نقص المناعة المشترك الشديد المرتبط بالكروموسوم X (X-SCID) التطبيق الأكثر نجاحًا للعلاج الجيني حتى الآن. عولج أكثر من عشرين مريضًا في فرنسا وبريطانيا، مع ملاحظة تحسّن جهاز المناعة. توقفت أو قُيّدت تجارب مماثلة في الولايات المتحدة عندما أُبلغ عن سرطان الدم عند المرضى الذين عولجوا في تجربة العلاج الجيني X-SCID الفرنسية. حتى الآن، أصيب أربعة أطفال في التجربة الفرنسية وواحد في التجربة البريطانية بسرطان الدم نتيجة الطفرات الوراثية التي يسببها ناقل الفيروس. استجاب جميع هؤلاء الأطفال بشكل جيد للعلاج التقليدي المضاد لسرطان الدم باستثناء طفل واحد. ما تزال تجارب العلاج الجيني لعلاج نقص المناعة المشترك الشديد الناتج عن نقص إنزيم أدينوزين دي أميناز (أحد أشكال مرض نقص المناعة المشترك الشديد) مستمرة، وناجحة نسبيًا في الولايات المتحدة الأمريكية وبريطانيا وأيرلندا وإيطاليا واليابان.

### الفيروسات الغدانية
الفيروسات الغدانية هي فيروسات مادتها الوراثية هي حمض نووي ريبي منقوص الأكسجين مزدوج الشريطة. تسبب هذه الفيروسات التهابات في الجهاز التنفسي والأمعاء والعين لدى البشر (خاصة نزلات البرد). عندما تصيب خلية مضيفة، تُدخل جزيء الحمض النووي الخاص بها في خلايا المضيف. لا تندخل المادة الوراثية للفيروسات الغدية في المادة الوراثية للخلية المضيفة. يبقى جزيء الحمض النووي حرًا في نواة الخلية المضيفة، وتُنسخ التعليمات الموجودة في جزيء الحمض النووي الإضافي هذا تمامًا مثل أي جين آخر. الفرق الوحيد هو أن هذه الجينات الإضافية لا تنقسم مع انقسام الخلية، لذلك لن تحتوي الخلايا الناتجة جزء من هذه الفيروسات.
نتيجة لذلك، سيتطلب العلاج بالفيروس الغدي إعادة العلاج في العدد المتزايد من الخلايا (الخلايا الناتجة عن الانقسام). يجب أن يمنع غياب خاصية الاندماج في جينوم الخلية المضيفة ظهور السرطانات التي تحدث في حالة الفيروسات القهقرية. حُدّث هذا النوع من نواقل العلاج الجيني لعلاج السرطان، وبالفعل فإن أول ترخيص للعلاج الجيني للسرطان، وهو جيندايسين، هو أحد النواقل المشتقة من الفيروسات الغدية. وافقت منظمة الغذاء والدواء الصينية على جينديسين في عام 2003، وهو علاج جيني يعتمد على الفيروس الغدي p53 لعلاج سرطان الرأس والعنق. يوجد علاج جيني مشابه يُسمى أدفيكسين، لكن رفضته إدارة الغذاء والدواء الأمريكية في عام 2008.
أثيرت مخاوف بشأن سلامة ناقلات الفيروسات الغدية بعد وفاة جيسي جيلسنجر عام 1999 أثناء مشاركته في تجربة العلاج الجيني. بعد ذلك ركز العلماء على استخدام ناقلات الفيروسات الغدية للنسخ المعطلة وراثيًا من الفيروس.

### النمط الكاذب لبروتين الغلاف للنواقل الفيروسية
تصيب النواقل الفيروسية الموصوفة أعلاه مجموعات خلايا مضيفة طبيعية بكفاءة أكبر. تمتلك الفيروسات القهقرية مجموعة خلايا مضيفة طبيعية محدودة، وعلى الرغم من أن الفيروسات الغدية والفيروسات المرتبطة بها قادرة على إصابة نطاق أوسع نسبيًا من الخلايا بكفاءة، لكن تقاوم بعض أنواع الخلايا الإصابة بهذه الفيروسات أيضًا. يحدث الارتباط والدخول إلى خلية حساسة للفيروس بواسطة غلاف البروتين الموجود على سطح الفيروس. تحتوي الفيروسات القهقرية والفيروسات المرتبطة بالغدية على بروتين واحد يغلف غشاءها، أما الفيروسات الغدية مغلفة ببروتين مغلف وألياف تمتد بعيدًا عن سطح الفيروس. ترتبط بروتينات الغلاف هذه بجزيئات الغشاء الخلوي للخلية المضيفة، مثل كبريتات الهيبارين، إضافة إلى مستقبل البروتين النوعي الذي يؤدي إما إلى إحداث تغييرات هيكلية في البروتين الفيروسي تساعد على إدخال الفيروس إلى الخلية المضيفة، أو تضع الفيروس في جسيمات داخلية تعيد طي الغلاف الفيروسي بسبب التأثير الحمضي للمعة الجسيم عليه. في كلتا الحالتين، يتطلب الدخول إلى الخلايا المضيفة المحتملة تفاعلًا إيجابيًا بين البروتين الموجود على سطح الفيروس والبروتين الموجود على سطح الخلية.
من أجل الاستفادة من ذلك في العلاج الجيني، قد يقيّد توسّع الخلايا المعرضة لنواقل العلاج الجيني، لذلك طُوّرت العديد من النواقل التي استُبدل فيها بروتينات الغلاف الفيروسي الذاتية إما ببروتينات غلاف من فيروسات أخرى، أو ببروتينات خيمرية. تتكون هذه البروتينات الخميرية من الأجزاء من البروتين الفيروسي اللازم للاندماج وبعض السلاسل البروتينية اللازمة للتفاعل مع بروتينات خلايا مضيفة معينة. يشار إلى الفيروسات التي استُبدل فيها بروتينات الغلاف بهذا الشكل باسم فيروسات النمط الكاذب. مثلًا، كان أشيع ناقلات الفيروسات القهقرية استخدامًا في تجارب العلاج الجيني هو فيروس نقص المناعة القرميدية الفيروسية البطيئة المغلفة ببروتينات الغلاف جي، من فئة فيروسات التهاب الفم الحويصلي. يشار إلى هذا الفيروس باسم الفيروس البطيء من النمط الكاذب VSV G، ويصيب تقريبًا جميع أنواع الخلايا.